# Kriškovci
Kriškovci (szerbül: Кришковци), település Bosznia-Hercegovinában, Laktaši községben, Bosanska krajina területén, a Szerb Köztársaságban. 

## Fekvése
Bosznia-Hercegovina északi részén, Banja Lukától légvonalban 25, közúton 32 km-re északkeletre, községközpontjától légvonalban 9, közúton 13 km-re északkeletre, 109-224 méteres magasságban, fekszik. Áthalad a falun Drugovićit és Srbacot összekötő 1979-ben épített, 3 km hosszú aszfaltút. A házak többnyire a főút környékén helyezkednek el. A település Gumjera, Papažani és Šeškovci falvakkal határos. Határának északi részét erdő borítja (a Gumjera-hegység lejtői), a nyugati oldalon az Orbász folyik. Jelentősebb vízfolyások a Bundalov, a Gajića és a Lazića patakok, valamint a Gumjera-folyó. Határa túlnyomórészt sík, többnyire délnyugati lejtésű, így alkalmas gabonafélék (kukorica, búza, árpa, zab), zöldségek (paprika, paradicsom, káposzta, zöldbab, burgonya) és gyümölcsök (alma, körte, szőlő, szilva, dió, cseresznye termesztésére. A dombok közül a legjelentősebbek a Bojića (amelyen egy nagy ivóvíztároló is van), a Gajića, a Basalovo, a Bundalovo, a Vulinovo és a Ćejića brdo, amelyen egykor egy török őrtorony (csardak) volt. Főbb településrészei: Gajić, Guduraš, Lužani, Skrobonje, Ćejići és Šikanje.

## Népessége
| Nemzetiségi csoport | Népesség 1991 | Népesség 2013 |
| ------------------- | ------------- | ------------- |
| Szerb               | 717           | 552           |
| Bosnyák             | 1             | 0             |
| Horvát              | 2             | 5             |
| Jugoszláv           | 13            | 4             |
| Egyéb               | 8             | 19            |
| Összesen            | 740           | 580           |

## Története
A lakosság eredetére és a község nevére vonatkozóan nincsenek megbízható adatok. Különféle hagyományok őrződtek meg az emberek között. Így Martinac, Ilicani, Kriškovci és Šeškovci falvakat az egyik hagyomány szerint négy testvérről nevezték el: Martinról, aki apjától az Orbászig nyúló dombokat, a mai Martinacot kapta, Ilijáról, aki a domboktól a Prosječka-folyóig terjedő területet, a mai Ilicanit kapta, Kriškáról, aki a birtok déli részét, a mai Kriškovcit és Šiškáról, aki a mai Šeškovce területét kapta. Egy másik néphagyomány szerint a helybeliek jó keresztények voltak, és erről kapta a falu a Kriškovci nevet. Feltételezik, hogy a török uralom idején nagyobb számban vándoroltak be ide Visoka Krajinából. Kriškovci települést először 1716-ban említik.
A település 1878-ig tartozott az Oszmán Birodalomhoz, ekkor a berlini kongresszus határozata alapján az Osztrák-Magyar Monarchia része lett. 1879-ben az első osztrák-magyar népszámlálás során a Banja Luka-i járáshoz tartozó településnek 64 háztartása és 451 ortodox lakosa volt. 1910-ben a Banja Luka-i járáshoz tartozó településen 92 háztartást és 648 ortodox lakost találtak. A monarchia szétesésével 1918-ban előbb a Szerb-Horvát-Szlovén Királyság, majd 1929-től a Jugoszláv Királyság része. 1921-ben a községnek 103 háztartása és 638 lakosa volt. Az 1929-es törvény értelmében, amikor Bosznia-Hercegovinát négy banovinára, Drinskára, Vrbaskára, Zetskára és Primorskára osztották, a település a Vrbaska banovina része lett, amelynek székhelye Banja Luka volt. 
Jugoszlávia megszállása után a Független Horvát Állam (NDH) része lett. A második világháború után a szocialista Jugoszláviához tartozott. A daytoni békeszerződést követő területfelosztásnál Laktaši község részeként a Szerb Köztársaság területéhez került.

## Gazdaság
Kriškovci lakossága mezőgazdasággal foglalkozik, kisebb része pedig Laktašiban, Banja Lukában és külföldön dolgozik. Kriškovciban volt egy „Župa” nevű mezőgazdasági szövetkezet, amelyet 1953 után alapítottak, és 1995-ig működött. Mindenféle mezőgazdasági termék és erdei gyümölcs felvásárlásával foglalkozott, és erről volt nevezetes az egész plébánia területén és azon kívül is.

## Oktatás
A faluban működik a „Ćirilo i Metodije” Általános Iskola, amely a laktaši „Mladen Stojanović” Általános Iskola területi iskolája. Prauljében 1947 szeptemberében épült fel az első iskolaépület, amelyre emléktáblát helyeztek el. Az első tanár Radosav Jovanović volt. A négyosztályos iskola 1960-ig működött, ekkor nyílt meg az első nyolcéves iskola Laktaši községben. Az iskola Danko Mitrov nevét viselte, de 1993-ban az „Ćirilo i Metodije” Általános Iskolába olvasztották be. A jelenlegi iskolaépület 1975-ben épült, a tanítási órák még ugyanazon év októberében kezdődtek.

## Infrastruktúra
A községben található posta, kultúrház, regionális egészségügyi szakrendelő, benzinkút, mezőgazdasági gyógyszertár, két kávézó és egy vegyesbolt. A postaforgalom Kriškovciban 1963 óta, a posta épületének megnyitása óta létezik. 1969-ben sok házban leállították a petróleumlámpákat, mivel a falu áramot kapott. A telefonkapcsolatok 1992 óta működnek, a korszerű vízellátást 2011. június 28-án helyezték üzembe. 1963-ban még a település központjában, dinamógéppel termelték az áramot. Az első telefonkapcsolatot 1964-ben vezették be az iskolába, 2007 óta pedig Kriškovci település központján közvilágítás működik. 2008-ban megtörtént a szociális központ létesítése, 2007-ben pedig a többcélú játszótér rendezése. A kriškovci helyi közösségi iroda 1997-ig működött. A falut 1962 óta buszjárat köti össze Banja Lukával. Az 1969-es katasztrofális földrengés után az illetékes bizottság 203 súlyosan megrongálódott házat talált.

## Nevezetességei
Kriškovciban található a Szentháromság kápolna, mely 1976-ban épült egy régi fatemplom alapjain. Kriškovci 2007-ig a drugovići ortodox plébániához tartozott. 2003-ban megkezdődött az Úr színeváltozása ortodox templomának építése, amely 2010-ben fejeződött be. Az új templom megnyitásával új plébánia alakult Kriškovci központtal, amelyhez Šeškovci, Papažani és Milosavci falvak tartoznak. Kriškovciban négy ortodox temető található: Basalovo, Gajića, Lužansko és Ćejića temetők.